# Leopold Awierbach
Leopold Awierbach, właśc. Iser-Lejb Mejer-Szołomowicz Awierbach (ros. Леопо́льд Леони́дович Аверба́х, właśc. Исер-Лейб Меер-Шоломович Авербах, ur. 8 marca 1903, zm. 14 sierpnia 1937) – radziecki krytyk literacki. 
Krewny Jakowa Swierdłowa, szwagra Gienricha Jagody. W latach 20. i 30. był w literaturze radzieckiej jednym z liderów grupy "napostowców", skupionych wokół pisma "На литературном посту" (gdzie był redaktorem). W 1925 opublikował "tezy kwietniowe", w których przyczyną kryzysu w literaturze ogłosił "przejście wydziału prasowego Komitetu Centralnego od nieprzyjaznej neutralności do wrogich przemówień przeciwko "napostowcom". W 1926 wydał oświadczenie w czasopiśmie "Bolszewik" o nasileniu walki klasowej w kulturze, polegającej głównie na zwalczaniu "starej kultury". Aktywnie występował przeciwko Trockiemu. 
Był jednym z trzech redaktorów (wraz z M. Gorkim) zbioru, w którym radzieccy pisarze i działacze kultury gloryfikowali pracę więźniów przy budowie Kanału Białomorsko-Bałtyckiego (1934). 
W grupie "napostowców" Awierbach próbował ustanowić osobistą dyktaturę, atakując nieprzyjaznych pisarzy. Jego postać jednego z najbardziej agresywnych krytyków literackich stała się najprawdopodobniej pierwowzorem Berlioza w powieści M. Bułhakowa "Mistrz i Małgorzata". 
W 1936 nastąpił krach kariery Gienricha Jagody, a w 1937 Awierbach i jego współpracownicy zostali aresztowani. Grupa "Awierbacha, Kirszona, Afinogienowa i К°" została uznana za "grupę trockistów w literaturze". Według krytyka Walerija Kirpotina byli ortodoksami, a awierbachowszczyzna była trucizną i spowodowała rozkład w środowisku literackim. W dniu 26 maja 1937 Awierbach i jego "poplecznicy" Kirszon, Bruno Jasieński, Afinogienow i K. Gorbunow zostali wykluczeni z zarządu Związku Pisarzy. 
4 kwietnia 1937 Awierbach został aresztowany, skazany na karę śmierci i 14 sierpnia 1937 rozstrzelany.
Pośmiertnie zrehabilitowany.